# Stefan Plath
Stefan Robert Plath, född 1 september 1970, är en svensk politiker (sverigedemokrat). Han är riksdagsledamot (tjänstgörande ersättare) sedan 2021 för Malmö kommuns valkrets.
Plath är tjänstgörande ersättare i riksdagen för Sara Gille sedan 27 september 2021. I riksdagen är han extra suppleant i civilutskottet, trafikutskottet och utrikesutskottet.